# Sieve
La Sieve è un fiume dell'Italia centrale, proveniente dallo spartiacque meridionale dell'Appennino tosco-romagnolo, che attraversa le vallate del Mugello e della Valdisieve nella Toscana nord orientale per poi sfociare nel fiume Arno presso Pontassieve, costituendone il maggior tributario per volume d'acque. Come molti antichi nomi di fiumi terminanti in -e, il nome Sieve è femminile.

## Corso del fiume
La Sieve nasce nel comune di Barberino di Mugello, nei pressi di Montecuccoli a (caposieve) sui monti che separano il Mugello dalla vallata del Bisenzio.
Sempre nel comune di Barberino di Mugello confluisce nell'invaso artificiale di Bilancino dove riceve svariati torrenti affluenti in riva sinistra che scendono dai monti adiacenti al Passo della Futa. Uscita dall'invaso mantiene un andamento da ovest verso est fino a Dicomano. Qui, dopo la confluenza col torrente Comano (o fosso di San Godenzo), piega verso sud e forma la Valdisieve fino a riversarsi nell'Arno a Pontassieve.
Il territorio attraverso cui il fiume scorre è denominato Mugello nella parte con andamento ovest-est (tra la sorgente e Dicomano) e Valdisieve nella parte con andamento nord-sud.

## Regime

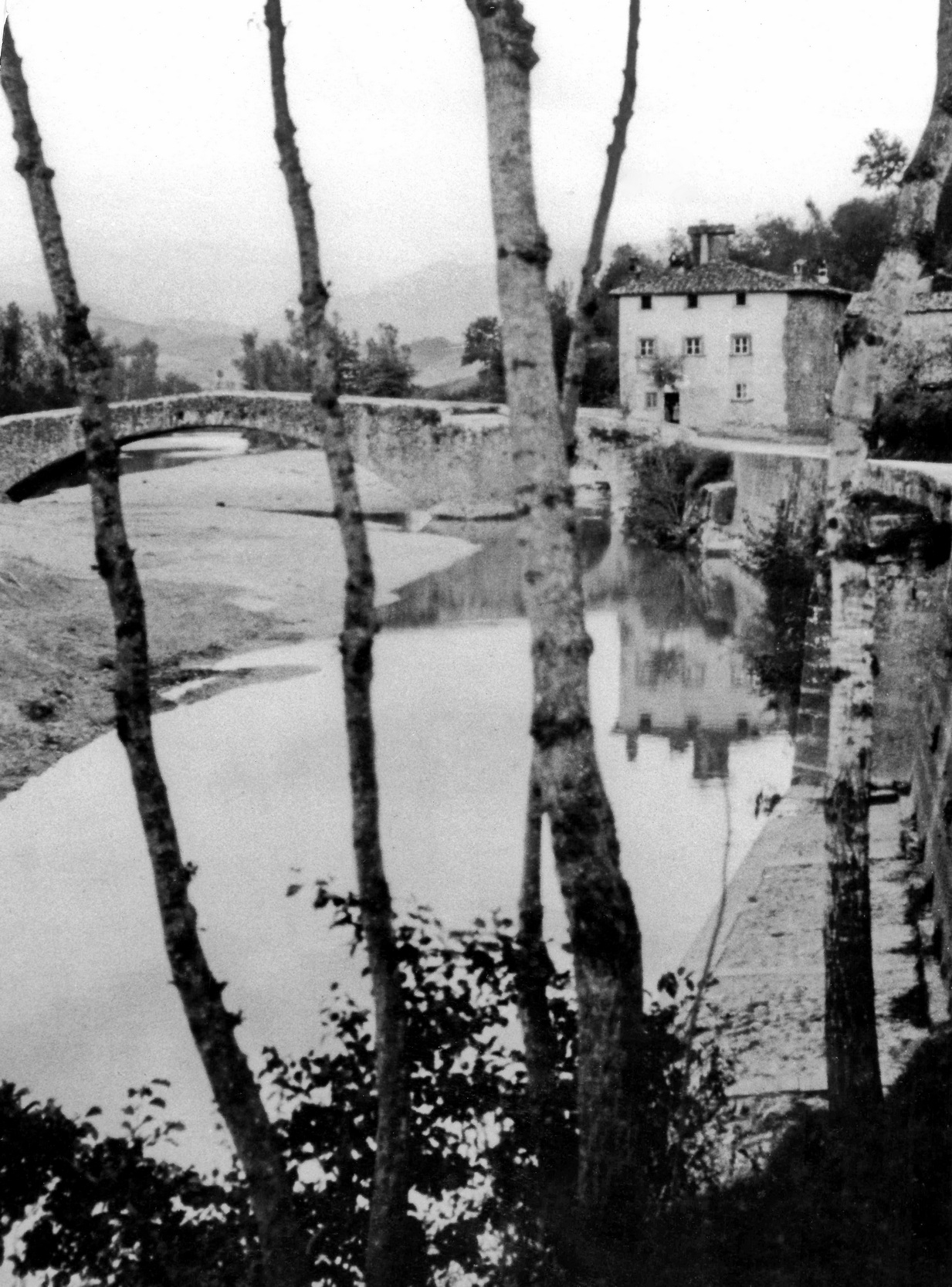
Il Sieve a Ponte a Vicchio nel 1904

Caratterizzato da un regime esclusivamente pluviale con imponenti piene autunnali e magre quasi totali in estate, la Sieve è da sempre uno dei corsi d'acqua che maggiormente concorrono alla formazione delle piene dell'Arno (come recita un proverbio locale: "Arno non cresce se Sieve non mesce"). Nel novembre 1966 la sua straordinaria piena fu determinante nel causare l'alluvione sul corso dell'Arno.
Recentemente, a seguito della costruzione dell'invaso di Bilancino, il regime del fiume è notevolmente mutato (soprattutto in estate dato che non si verificano più magre estreme), ma rimangono molti dubbi sull'effettiva utilità del bacino artificiale in caso di piene straordinarie in quanto situato "troppo a monte" dell'alto bacino del fiume per riuscire a mitigare efficacemente le onde di piena straordinarie. La funzione principale dell'invaso è quella di mantenere le riserve d'acqua nei periodi estivi di siccità, garantendo acqua a Firenze e a quasi tutta la sua provincia; talvolta, nei periodi di siccità estrema, l'acqua è stata convogliata fino a Pistoia.